# العفاريت (فلم)
فيلم العفاريت عُرِض في 20 يوليو 1990. بطولة مديحة كامل، عمرو دياب، والطفلة هديل، نعيمة الصغير، حمدي الوزير، عماد محرم.

## القصة
يختطف شمندى رئيس عصابات تهريب الأطفال طفلة رضيعة من أمها «ماما كريمة» مذيعة الأطفال الشهيرة بالتليفزيون انتقاما من والد الطفلة الذي قتل شقيق شمندى خلال مطاردة من أجل شحنة مخدرات وذلك بعد أن يقتل والد الطفلة، ثم يبيعها شمندى للمعلمة «كاتعة» التي تدير عصابة إجرامية للأطفال في شتى أعمال السرقة وتهريب الهيروين.
يلتقى المطرب الشاب عمرو دياب بطفلة صغيرة تدعى «بلية» وهي عضو بعصابة «كاتعة» وتتمتع بمواهب فنية، فيعطف عليها ويقدمها لماما كريمة على أنها قريبة له لتشارك في برنامج استعراضي يقدمه للتليفزيون. تروي بلية لعمرو دياب تفاصيل العصابة التي تعمل بها وإرغامها مع سائر الأطفال على توزيع هيروين للزبائن، ويتحالف عمرو مع ماما كريمة لإنقاذ الطفلة من العصابة.
في هجوم على وكر العصابة تكتشف كريمة ملابس ابنتها الضائعة ويفشل شمندى في اكتشاف ابنة ماما كريمة الحقيقية التي تاهت وسط سائر بنات العصابة. حيث تنحصر التساؤلات حول الطفلتين بلية ولوزة. تحتضن ماما كريمة الطفلتين في سعادة لأن إحداهما ابنتها.

## الممثلون
- مديحة كامل (كريمة).
- عمرو دياب (عمرو دياب).
- حمدي الوزير (الشرطي حسام).
- عماد محرم (شماندي).
- نعيمة الصغير (الكتعة).
- هديل (بلية).
- حسين الشريف (رفعت).
- مصطفى كمال.
- وسيلة حسين.
- نادية شمس الدين.
- صلاح صادق.
- خالد عبد المؤمن.
- نادر حسن.
- أحمد عقل
- سماح عاطف.
- هاني الششتاوي.

## فريق العمل
- قصة وسيناريو وحوار: ماجدة خير الله.
- إخراج: حسام الدين مصطفى.
- المخرج المساعد: إيمان حسام الدين.

## روابط خارجية
- مقالات تستعمل روابط فنية بلا صلة مع ويكي بيانات